# Tomasz I (patriarcha Jerozolimy)
Tomasz I – dwudziesty pierwszy chalcedoński patriarcha Jerozolimy; sprawował urząd w latach 807–820.